# میکل کنرادسن سیده
میکل کنرادسن سیده (انگلیسی: Mikkel Konradsen Ceïde؛ زادهٔ ۳ سپتامبر ۲۰۰۱) بازیکن فوتبال اهل نروژ است.

## زندگی شخصی
پدر میکل اهل هائیتی و مادرش نروژی است. او یک برادر دوقلو به نام امیل دارد که او نیز بازیکن فوتبال است. آنها پسر عموی آندرس کنرادسن و مورتن کنرادسن هستند که آن دو برادر نیز بازیکن فوتبال هستند.